# Mitologia letona

Territoris de les tribus bàltiques a principis del.

La mitologia letona és un conjunt de creences paganes del poble letó reconstruïdes a partir de proves escrites i materials folklòrics. Està estretament relacionada amb la mitologia bàltica.

## Història
Hi ha pocs documents de les tribus bàltiques, els avantpassats dels letons moderns, i la seva mitologia fins a la cristianització en el segle xiii. Des de la cristianització, hi ha hagut diversos documents relacionats amb la mitologia local, incloent les cròniques, els registres de visites, escrits dels jesuïtes i d'altres relats de pràctiques paganes. Aquests relats es consideren fonts secundàries pels investigadors perquè els autors no eren letons, no parlaven els idiomes locals i amb freqüència van ser informes esbiaixats. Aquests materials són de vegades imprecisos i contenen errades i distorsions derivades d'una visió del món cristià. Malgrat això, sovint es poden verificar utilitzant les fonts del folklore. La majoria dels materials folklòrics s'han recollit des del segle xix.
Als segles xviii i xix, se suposava que les tribus bàltiques van ser originàriament una nació i, per tant, en tenien les mateixes deïtats. Els primers autors van tractar de reconstruir un sol patró per a Letònia a partir de dades de les regions veïnes. Aquesta tendència va ser adaptada també, més tard, pels romàntics nacionals letons. Després de l'abolició de la servitud, una nova identitat nacional va anar formant-se i els autors van tractar de demostrar que les tradicions culturals bàltiques eren tan profundes com les d'altres nacions. S'esperava que podria construir-se fent servir material conservat del folklore. També es pensava que la religió antiga, oblidada durant 700 anys d'opressió, podria ser reconstruïda. Tanmateix les fonts folklòriques van resultar insuficients per a aquest treball.
Alguns van intentar reconstruir famílies de déus tan impressionant com a la mitologia grega, cosa que va portar que algunes deïtats fossin simplement inventades. A més a més la hipòtesi que les deïtats d'altres pobles bàltics havien d'ésser letones també, van anar perdent valor amb el temps, i molts de les noves deïtats van ser modelades després, de les gregues i les romanes. Un exemple d'aquesta tendència és el poema èpic Lacplesis realitzat per Andrejs Pumpurs, que compta amb un grup de déus letons i prussians i alguns inventats pel mateix autor. Així mateix, les obres de Juris Alunāns i Miķelis Krogzemis conten sobre deïtats inventades.
Com el cristianisme era vist com a estranger, es va intentar recrear l'antiga religió. El més gran èxit dels moviments neopagans va ser Dievturība, establert el 1925, que afirma que els antics letons eren monoteistes i els diversos éssers mitològics tenen tots els aspectes d'un sol Déu.
Després de la Segona Guerra Mundial, sota l'ocupació soviètica, la recerca de la mitologia i conceptes especialment religiosos va ser prohibida a Letònia. Així mateix, van ser perseguits els membres de grups neopagans i el paganisme va ser considerat masclista. Malgrat això, la recerca va ser continuada pels letons a l'exili, que es va centrar en la mitologia de les cançons populars. Les cançons ja eren vistes com la millor font per a la investigació mitologia durant el període d'entreguerres. La raó era que, ja que la necessitat de preservar la mètrica poètica i la melodia se limitava els possibles canvis, es pensava que les nocions antigues es conservaven millor en elles que en altres gèneres del folklore. En conseqüència, les cançons populars van ser l'única font per a la recerca durant molt de temps. Aquest enfocament ha estat criticat pels investigadors moderns que han proposat que els temes esmentats en altres gèneres, com els contes de fades, llegendes, documents de les creences populars i les pràctiques màgiques, podrien complementar i proporcionar l'única visió parcial de la mitologia.
Encara que la recerca a Letònia només va poder reiniciar-se a la dècada de 1980, al voltant de 1970 es va produir el sorgiment d'un moviment de folklore amb membres que podrien nomenarse com neopagans. Aquests grups van ser panteistes, menys uniformes, menys dogmàtics, interessats en la protecció de la natura i el patrimoni cultural, i més oberts a la influència de les tradicions de les nacions veïnes. Més tard, d'altres moviments marginals han explorat l'espiritualitat a les tradicions locals amb les pràctiques religioses i espirituals del món, com les religions orientals. Per exemple, el bosc Pokaiņi va ser nomenat, per ésser un lloc sacre antic, per un d'aquests grups a la dècada de 1990, i atreu a milers de visitants cada temporada. Dievturība, opera a Letònia abans de la restauració de la independència el 1990, és l'única religió pagana reconeguda oficialment i tenia al voltant de 600 seguidors el 2001. Donada la influència decreixent del moviment, el seu nom s'aplica de vegades en un sentit més ampli a qualsevol pràctica moderna relacionada amb el folklore.

## Deïtats
Hi ha diverses reconstruccions d'espai mític de Letònia, però la majoria dels investigadors estan d'acord en el significat d'unes certes característiques relacionades amb el cel. El cel s'identifica com Debeskalns -que significa «muntanya del cel»-. El cel també es coneix com ara la muntanya de pedres, muntanya de plata o muntanya de gel, amb els adjectius probablement referint-se als estels o la neu. També s'ha suggerit que Dievs - Déu- és també un símbol del cel, perquè l'etimologia del seu nom sembla estar relacionat amb el cel. Dievs és considerat com la deïtat suprema.
Altres deïtats relacionades inclouen la deessa del sol Saule, que assegurava la fertilitat de la terra i era guardiana de la mala sort, especialment per als orfes i els pastors joves. El seu camí la porta a l'altre costat de la muntanya del cel al mar, que de vegades s'interpreta com una representació simbòlica del cel o l'oceà còsmic. El mar i d'altres masses d'aigua inclosos els rius, especialment el Daugava, marquen la frontera entre els mons dels vius i els morts. Per tant, Saule, està estretament relacionada amb el concepte de la mort. Segons sembla porta les ànimes dels morts a través del mar al món dels morts. El seu moviment diari, es relaciona amb el cicle de la vida humana amb ella, estant el renéixer diari.

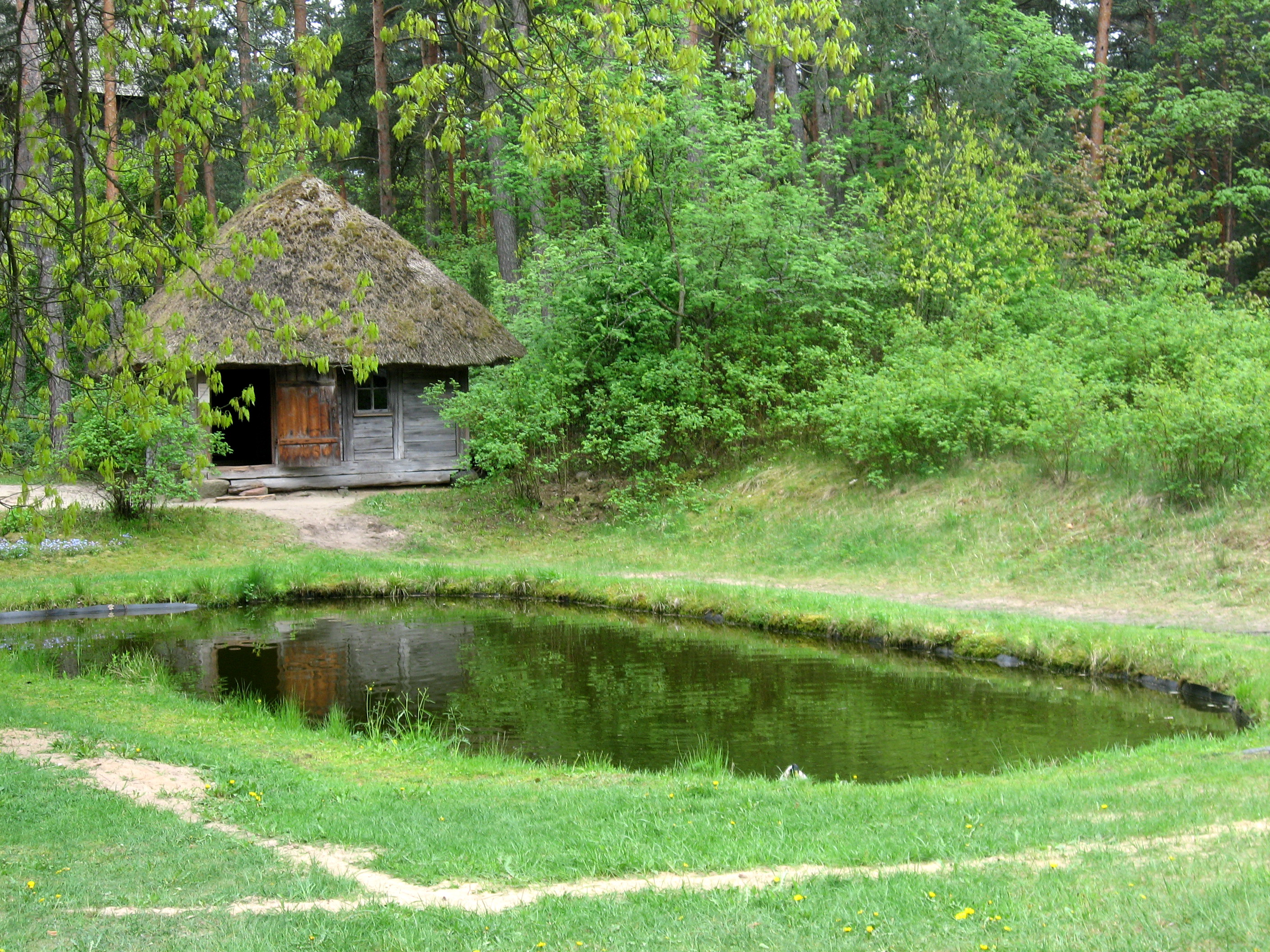
Casa de banys del al Museu Etnogràfic a l'aire lliure de Riga.

La deessa més important del destí és Laima -deessa de la sort-. Viu a la Terra i està íntimament involucrada en la vida humana. La seva funció bàsica està relacionada amb el part i decidir el destí del nounat. Tradicionalment, les dones donaven a llum a les cases de banys. El camí que condueix a una casa de banys es neteja perquè Laima pogués fer fàcilment el seu camí per ajudar al procés de part. La dona seria ritualment neta i oferiria oracions i ofrenes rituals a Laima. Després d'un part reeixit, les dones casades tindrien un festí, amb Laima en un lloc d'honor a la casa de banys com a signe de gratitud. També s'esperava que Laima ajudés en altres aspectes importants de la vida, així es preocupava pel benestar de la gent en general, i les joves solteres li resaven perquè els donés bons esposos i un feliç matrimoni. Laima era l'encarregada de la fertilitat dels camps i els animals -cavalls en particular-. Altres dues deesses amb funcions similars són les seves germanes Karta i Dēkla així com la deessa Māra.